# Plaisir de France (émission de télévision)
Pour les articles homonymes, voir Plaisir de France.

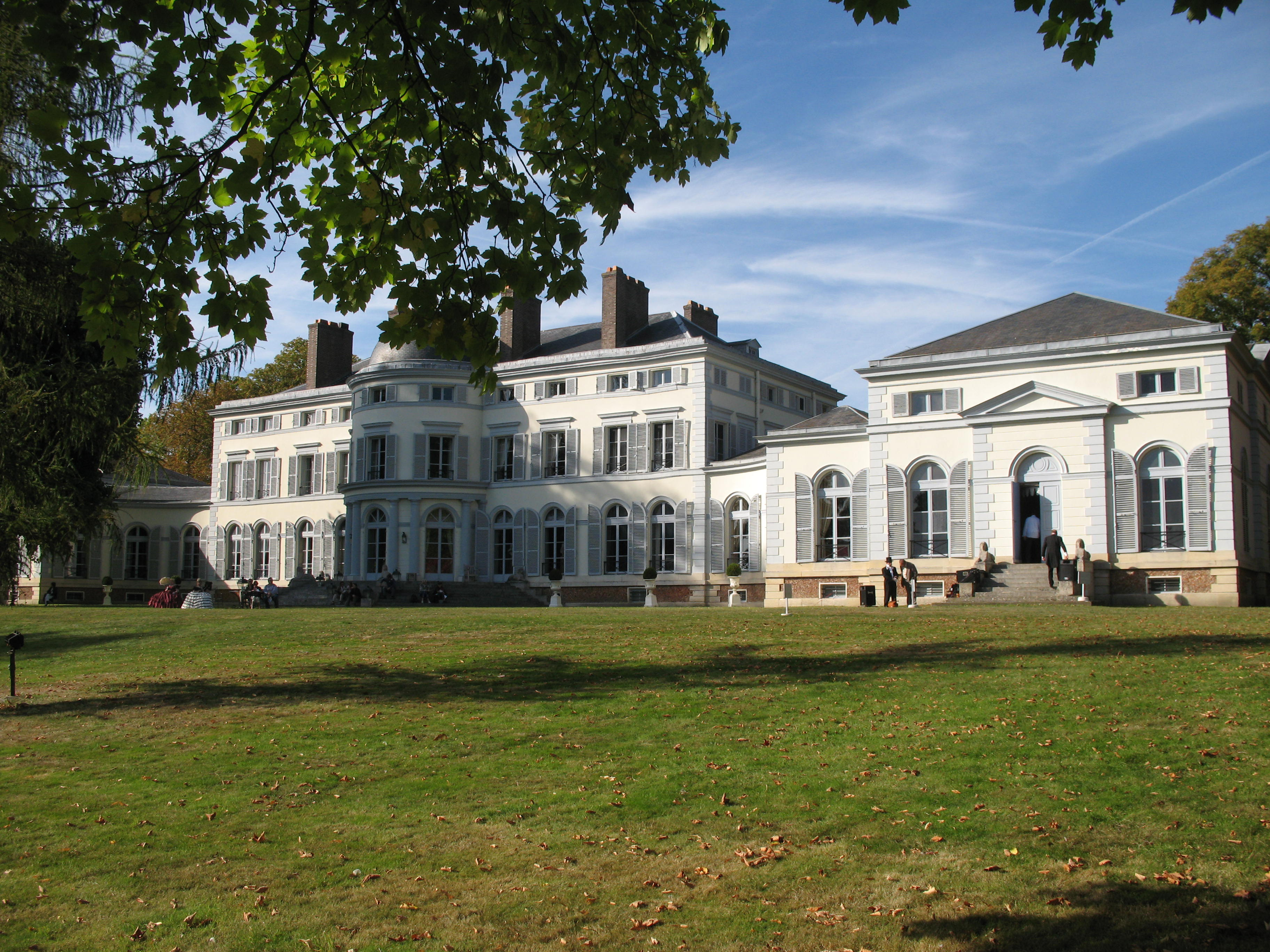
La façade de Groussay

Plaisir de France est une émission télévisée française diffusée entre 2001 et 2004 sur la chaîne Match TV. Présentée par Frédéric Mitterrand, qui interviewait chaque semaine une personnalité différente, l'émission était tournée à Montfort-l'Amaury dans la bibliothèque du château de Groussay, conçue et décorée par Charles de Beistegui.
La musique du générique était un extrait du morceau La Soledad par Pink Martini.

## Quelques invités
Loana, Josée Dayan, Fanny Ardant, Vincent Pérez, Laurent Fabius, Sonia Rykiel, Azzedine Alaïa, Serge Dassault,, Inès de La Fressange, Marin Karmitz, Nana Mouskouri, Béatrice Dalle...